# Arån
Arån is een van de (relatief) kleine riviertjes/beekjes die het Zweedse eiland Gotland rijk is. Het is een korte waterweg, die wel veel water te verwerken krijgt. Ze zorgt voor de afvoer van water uit Bästeträsk, het grootste meer van Gotland. De rivier is genoemd naar de nederzetting Ar. 